# Arpheuilles-Saint-Priest

Arpheuilles-Saint-Priest este o comună în departamentul Allier din centrul Franței. În 1 ianuarie 2022 avea o populație de 374 de locuitori.